# William Auld
William Auld (Erith, Kent, 6 de novembre de 1924 - Dollar, Clackmannanshire, 11 de setembre de 2006) va ser un professor de literatura escocès, poeta i traductor en esperanto. Va ser el primer candidat al Premi Nobel de Literatura en esperanto, el 1999 i en anys posteriors.
Va aprendre l'esperanto quan tenia tretze anys, el 1937, però no seria fins una dècada després, en acabar de la Segona Guerra Mundial, quan començaria de manera activa a escriure en esperanto fins a arribar a ser un dels escriptors més brillants en aquesta llengua. Com a poeta es va donar a conèixer el 1952, amb la publicació de Kvaropo (‘Quartet’), amb poemes seus i d'altres tres poetes, editat a La Laguna pel professor Juan Régulo Pérez.
Entre els llibres originals d'Auld destaca especialment La infana raso (La raça infantil), un llarg cicle poètic basat en The Cantos d'Ezra Pound, que ha estat traduït i editat també en anglès, holandès, portuguès i hongarès.
Va ser autor nombrosos poemes i relats, publicats en llibres individuals i antologies. Va ser proposat diverses vegades com a candidat al Premi Nobel (1999, 2004 i 2006), essent el primer escriptor nominat pels seus treballs en esperanto.
Cal destacar, també, la seva tasca com a traductor a l'esperanto, principalment d'obres en anglès. Entre les obres traduïdes hi ha diversos drames i poemes de William Shakespeare i obres d'Oscar Wilde, Jack London, Arthur Conan Doyle o la traducció completa d'El senyor dels anells, de Tolkien.
Va ser vicepresident de l'Associació Universal d'Esperanto (UEA), president de l'Acadèmia d'Esperanto (1979-1983) i president del Centre PEN de literatura en esperanto.
Redactor de diverses revistes en aquest idioma i també d'antologies i llibres sobre la mateixa llengua internacional, va desenvolupar també una tasca crítica i assagística important.

## Obra

### Poemaris
- Spiro de l' pasio (1952)
- La infana raso (1956)
- Unufingraj melodioj (1960)
- Humoroj (1969)
- Rimleteroj (amb Marjorie Boulton, 1976)
- El unu verda vivo (1978)
- En barko senpilota (1987)
- Unu el ni (1992)

#### Antologies
- Angla antologio 1000-1800 (redactor de la col·lecció de poesia anglesa, 1957)
- Esperanta antologio (1958/1984)
- 25 jaroj (redactor, 1977)
- Skota antologio (corredactor, 1978)
- Sub signo de socia muzo (1987)
- Nova Esperanta Krestomatio (1991)
- Plena poemaro: Miĥalski (redactor, 1994)
- Tempo fuĝas (1996)

### Traduccions

#### De l'anglès
- La balenodento, de Jack London (1952)
- Epifanio, de Shakespeare (1977)
- La urbo de terura nokto, de James Thomson (1977)
- Don Johano, Kanto 1, de George Gordon Byron (1979)
- La robajoj de Omar Kajam, de Edward Fitzgerald (1980)
- La sonetoj, de Shakespeare (1981)
- Fenikso tro ofta, de Christopher Fry (1984)
- Montara vilaĝo, de Xun-xan Je (1984)
- La graveco de la Fideliĝo (La importància de dir-se Ernest), d'Oscar Wilde (1987)
- La komedio de eraroj, de Shakespeare (amb Asen M. Simeonov, 1987)
- Omaĝoj. Poemtradukoj (1987)
- Gazaloj, de Hafez (1988)
- Spartako, de Leslie Mitchell (1993)
- La stratoj de Aŝkelono, de Harry Harisson (1994)
- Teri-strato, de Douglas Dunn (1995)
- La kunularo de l' ringo, de J.R.R. Tolkien (1995)
- La du turegoj, de J.R.R. Tolkien (1995)
- La reveno de la reĝo, de J.R.R. Tolkien (1997)
- La ĉashundo de la Baskerviloj, d'Arthur Conan Doyle (1998)
- La hobito, de J.R.R. Tolkien (2000)
- Jurgen, de James Branch Cabell (2001)

#### De l'escocès
- Kantoj, poemoj kaj satiroj, de Robert Burns (amb Reto Rosetti, 1977)

#### Del suec
- Aniaro, de Harry Martinson (amb Bertil Nilsson, 1979)

### Cançons
- Floroj sen kompar' (amb Margaret Hill, 1973)
- Kantanta mia bird' (amb Margaret Hill, 1973)
- Dum la noktoj (amb Margaret i David Hill, [1976])

### Manuals
- Esperanto: A New Approach (1965)
- Paŝoj al plena posedo (1968)
- A first course in Esperanto (1972)
- Traduku! (1993)

### Assaigs
- Facetoj de Esperanto (1976)
- Pri lingvo kaj aliaj artoj (1978)
- Enkonduko en la originalan literaturon de Esperanto (1979)
- Vereco, distro, stilo (1981)
- Kulturo kaj internacia lingvo (1986)
- La fenomeno Esperanto (1988)
- La skota lingvo, hodiaŭ kaj hieraŭ (1988)

### Diversos
- Bibliografio de tradukoj el la angla lingvo (1996), amb E. Grimley Evans)
- Pajleroj kaj stoploj: elektitaj prozaĵoj (1997)

### Llibre homenatge
- Lingva Arto. Jubilea libro omaĝe al Wiliam Auld kaj Marjorie Boulton, redactat per Benczik Vilmos, 1999, Rotterdam: Associació Universal d'Esperanto, 217 p. ISBN 92-9017-064-6